# 道会

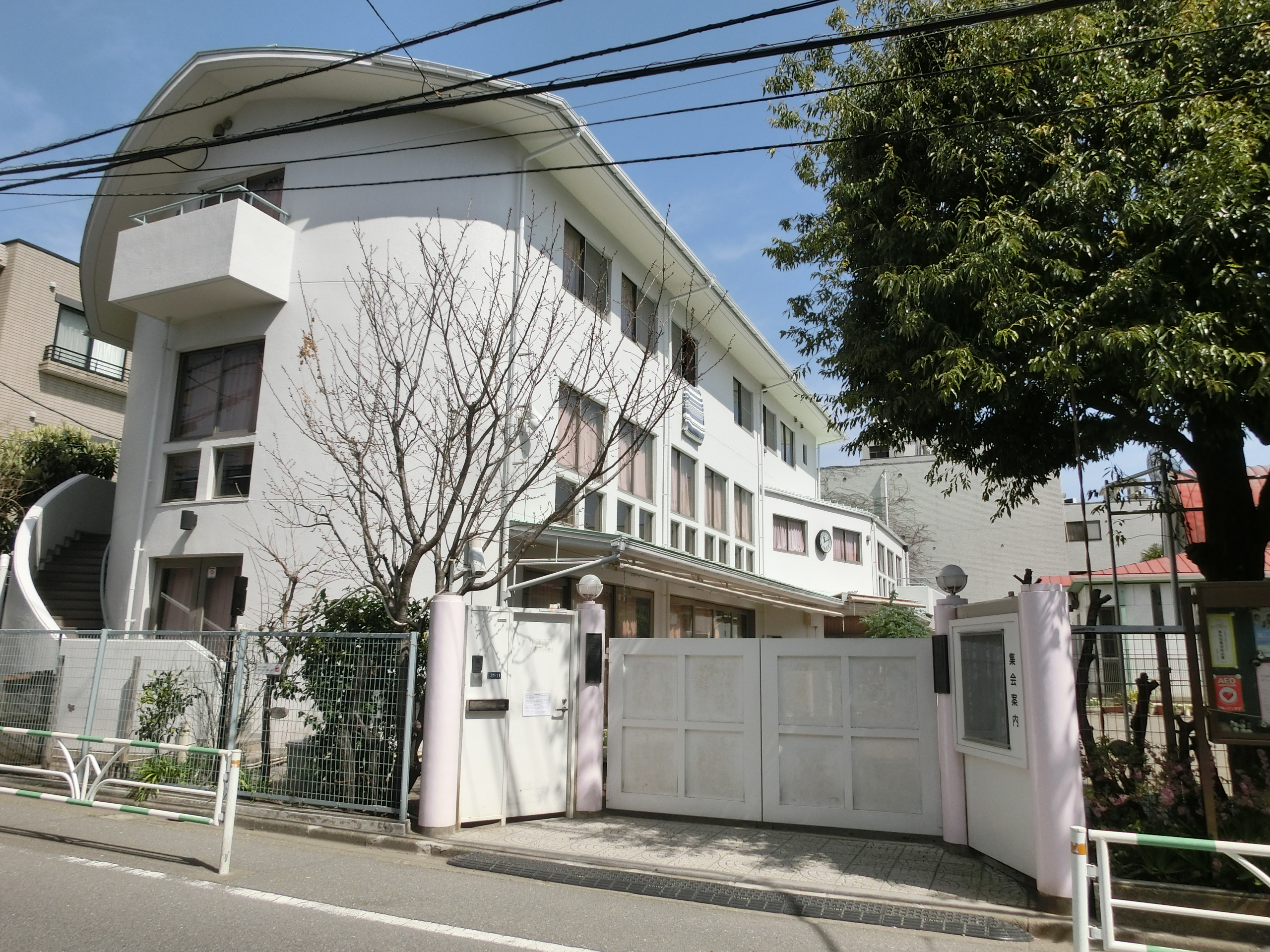
道会本部

道会（どうかい）とは、松村介石（1859年 - 1939年）によって、今後万人に通じる宗教をとの祈りから、キリスト教、儒教、老荘思想、日本古来の思想などを融合して創設された、独特の新宗教。教義は「信神」「修徳」「愛隣」「永生」を四綱領とする。
プロテスタントキリスト教と儒教の流れに分類されることが多く、1970年代の調べによると、世界規模での信徒は約2343人。

## 教義＝四綱領
- 信神…宇宙を創造し、これを主宰する神を信じること。
- 修德…道徳的にも、知識的にも、その他あらゆる方面の実力を養い、世に有為有能な人格を鍛え上げること。
- 愛隣…人のため、国のため、社会人類のため尽くすこと。
- 永生…人格の不滅、来世の存在を信ずること。

## 松村介石と道会の来歴
- 1859年（安政6年）に播磨明石藩士の家に生まれる。父は武士で漢学者であったため、幼少の頃より『大学』『中庸』はじめ、四書五経に親しむ。
- 1870年11歳のとき上京、安井息軒の門に入塾。
- 1874年に15歳で神戸の宣教師に学ぶ。
- 1876年17歳で横浜に行き、改革派教会宣教師ジェームス・バラの塾に学ぶうちキリスト教に入信する。のち、外国人宣教師との折り合いが悪くなり、バラとも袂を分かつことになる。
- 1882年12月に日本組合基督教会高梁教会の牧師に就任。その後、『福音新報』、『基督教新聞』の編集に従事する。その活躍から、内村鑑三、植村正久、田村直臣と共に、明治キリスト教界四村の一人と呼ばれ、宗教界に重きをなした。
- 1885年、大阪一致教会の牧師より王陽明の「啾啾吟」を教えられ甚く感銘し、それ以来王陽明の思想にも傾倒する。
- 1907年（明治40年）、新たな教会を開くことを決意、大手町の商工中学の2階を借りて毎日曜日に説教、これを「一心会」と名付けた。古今東西の宗教や歴史を研究の結果「道は一なり、すべての宗教道徳の根本義は、信神、修徳、愛隣、永生の四綱領に帰する」と確信、今後の時代に合った万人の宗教をめざし、10月には「一心会」を改めキリスト教、神道、儒教、老荘、仏教を包含した「日本教会」を創立、キリスト教の一新派として布教を開始した。
- 1908年に機関誌『道』を創刊。
- 1911年、教会内に「不朽青年会」を結成、毎月、青年のための弁論会を開催。
- 1912年（明治45年）、「日本教会」を「道会」と改称、大倉孫兵衛、森村市左衛門ら財界人の援助も受けて宣教活動を進めた。
- 1915年、松濤にいた鍋島直映侯爵の斡旋を受けて東京市外中渋谷字神山（現・神山町）に道会本部事務所を新築、移転。同敷地内に拝天堂の建設にもとりかかる。青年知識人が多数会員になった。
- 1916年12月、拝天堂竣工。同地に青年、学生のための寄宿舎「神山寮」を新築。
- 1936年、肺炎を起こしたのを機に会長を辞し顧問となる。
- 1939年（昭和14年）11月29日、動脈硬化により80歳で死去。多磨霊園に眠る。

### その後の現在に至る経緯

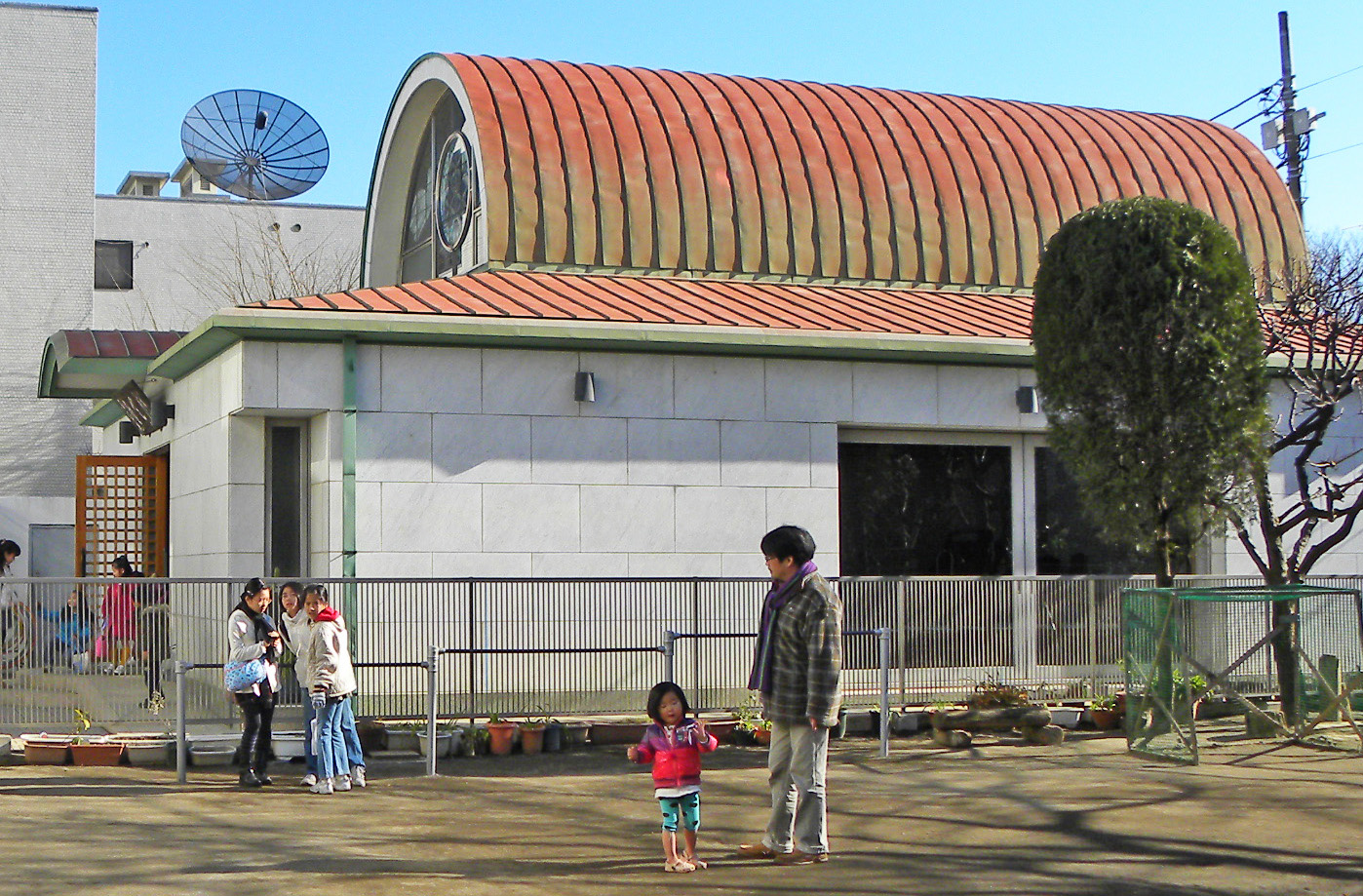
現在の新拜天堂
1989年（平成元年）竣工

- 1955年（昭和30年）道会敷地内に、第2代会長・松村吉助の尽力で「松村幼稚園」が開設された。
- 1989年（平成元年）3月20日、新拜天堂竣工、現在に至る。
- 現在も宗教法人「道会」として、本部（東京都渋谷区神山町21-11）に、「松村幼稚園」とともに存在している。

### 歴代会長
| 初代  | 1912年 - 1936年 | 松村 介石（1859年 - 1939年） |            |
| 第2代 | 1936年 - 1972年 | 松村 吉助（1889年 - 1972年） | 介石の養子 |
| 第3代 | 1972年 - 1981年 | 松村 照子（1892年 - 1981年） |            |
| 第4代 | 1981年 - 1999年 | 香山 彬子（1926年 - 1999年） |            |
| 第5代 | 1999年 - 2004年 | 山崎 寿々（1912年 - 2013年） |            |
| 第6代 | 2004年 -        | 志藤 初（1923年 - ）         |            |